# Interaktív játékok
Az Interaktív játékok (eredeti cím: Crashbox) egy 1999-től 2000-ig futott kanadai–amerikai rajzfilmsorozat, amelyet Eamon Harrington és John Watkin készítettek. A sorozat a Cuppa Coffee Animation és a Planet Grande Pictures gyártásában készült, forgalmazója a HBO.

## Történet
A program egy számítógépes játékon belül zajlik, ahol a zöld játékpatronokat (amelyeket agyagból faragtak) rozsdás munkarobotok készítik és töltik be. Minden félórás epizód legalább hét 2-5 perces oktatójátékból áll, és olyan tantárgyakat tanít a gyerekeknek, mint a történelem, matematika és a nyelvtan.

## Epizódok
A műsor 2 évadot ért meg, 52 epizóddal.
|    |                     |                     |                     |                     |                     |                     |                     |                |  |  |  |  |
|    |                     |                     |                     |                     |                     |                     |                     |                |  |  |  |  |
| 01 | Distraction News    | Sketch Pad          | Psycho Math         | Ear We Are          | Haunted House Party | Eddie Bull          | Ten Seconds         | Riddlesnake    |  |  |  |  |
|    |                     |                     |                     |                     |                     |                     |                     |                |  |  |  |  |
| 02 | Radio Scramble      | Captain Bones       | Poop or Scoop       | Ten Seconds         | Haunted House Party | Revolting Slob      | Word Shake          |                |  |  |  |  |
|    |                     |                     |                     |                     |                     |                     |                     |                |  |  |  |  |
| 03 | Mug Shots           | Distraction News    | Psycho Math         | Ear We Are          | Paige and Sage      | Eddie Bull          | Ten Seconds         | Riddlesnake    |  |  |  |  |
|    |                     |                     |                     |                     |                     |                     |                     |                |  |  |  |  |
| 04 | Poop or Scoop       | Captain Bones       | Distraction News    | Paige and Sage      | Think Tank          | Dirty Pictures      | Lens McCracken      |                |  |  |  |  |
|    |                     |                     |                     |                     |                     |                     |                     |                |  |  |  |  |
| 05 | Haunted House Party | Revolting Slob      | Think Tank          | Poop or Scoop       | Ear We Are          | Psycho Math         | Ten Seconds         |                |  |  |  |  |
|    |                     |                     |                     |                     |                     |                     |                     |                |  |  |  |  |
| 06 | Radio Scramble      | Eddie Bull          | Captain Bones       | Sketch Pad          | Mug Shots           | Think Tank          | Ear We Are          |                |  |  |  |  |
|    |                     |                     |                     |                     |                     |                     |                     |                |  |  |  |  |
| 07 | Lens McCracken      | Captain Bones       | Revolting Slob      | Dirty Pictures      | Sketch Pad          | Poop or Scoop       | Ten Seconds         |                |  |  |  |  |
|    |                     |                     |                     |                     |                     |                     |                     |                |  |  |  |  |
| 08 | Lens McCracken      | Distraction News    | Sketch Pad          | Dirty Pictures      | Eddie Bull          | Psycho Math         | Riddlesnake         | Ten Seconds    |  |  |  |  |
|    |                     |                     |                     |                     |                     |                     |                     |                |  |  |  |  |
| 09 | Radio Scramble      | Distraction News    | Psycho Math         | Dirty Pictures      | Lens McCracken      | Eddie Bull          | Ear We Are          |                |  |  |  |  |
|    |                     |                     |                     |                     |                     |                     |                     |                |  |  |  |  |
| 10 | Radio Scramble      | Eddie Bull          | Sketch Pad          | Paige and Sage      | Haunted House Party | Psycho Math         | Lens McCracken      | Riddlesnake    |  |  |  |  |
|    |                     |                     |                     |                     |                     |                     |                     |                |  |  |  |  |
| 11 | Mug Shots           | Sketch Pad          | Psycho Math         | Dirty Pictures      | Distraction News    | Riddlesnake         | Word Shake          |                |  |  |  |  |
|    |                     |                     |                     |                     |                     |                     |                     |                |  |  |  |  |
| 12 | Revolting Slob      | Think Tank          | Poop or Scoop       | Riddlesnake         | Psycho Math         | Paige and Sage      | Lens McCracken      |                |  |  |  |  |
|    |                     |                     |                     |                     |                     |                     |                     |                |  |  |  |  |
| 13 | Revolting Slob      | Think Tank          | Poop or Scoop       | Ear We Are          | Psycho Math         | Dirty Pictures      | Lens McCracken      |                |  |  |  |  |
|    |                     |                     |                     |                     |                     |                     |                     |                |  |  |  |  |
| 14 | Revolting Slob      | Think Tank          | Poop or Scoop       | Riddlesnake         | Psycho Math         | Dirty Pictures      | Paige and Sage      |                |  |  |  |  |
|    |                     |                     |                     |                     |                     |                     |                     |                |  |  |  |  |
| 15 | Captain Bones       | Distraction News    | Haunted House Party | Radio Scramble      | Riddlesnake         | Eddie Bull          | Lens McCracken      | Paige and Sage |  |  |  |  |
|    |                     |                     |                     |                     |                     |                     |                     |                |  |  |  |  |
| 16 | Captain Bones       | Distraction News    | Mug Shots           | Ear We Are          | Poop or Scoop       | Paige and Sage      | Riddlesnake         |                |  |  |  |  |
|    |                     |                     |                     |                     |                     |                     |                     |                |  |  |  |  |
| 17 | Radio Scramble      | Revolting Slob      | Poop or Scoop       | Ten Seconds         | Captain Bones       | Haunted House Party | Paige and Sage      |                |  |  |  |  |
|    |                     |                     |                     |                     |                     |                     |                     |                |  |  |  |  |
| 18 | Think Tank          | Distraction News    | Radio Scramble      | Haunted House Party | Poop or Scoop       | Captain Bones       | Lens McCracken      |                |  |  |  |  |
|    |                     |                     |                     |                     |                     |                     |                     |                |  |  |  |  |
| 19 | Think Tank          | Mug Shots           | Captain Bones       | Paige and Sage      | Eddie Bull          | Word Shake          | Riddlesnake         |                |  |  |  |  |
|    |                     |                     |                     |                     |                     |                     |                     |                |  |  |  |  |
| 20 | Radio Scramble      | Mug Shots           | Sketch Pad          | Psycho Math         | Haunted House Party | Ten Seconds         | Word Shake          |                |  |  |  |  |
|    |                     |                     |                     |                     |                     |                     |                     |                |  |  |  |  |
| 21 | Eddie Bull          | Radio Scramble      | Dirty Pictures      | Mug Shots           | Ear We Are          | Psycho Math         | Word Shake          |                |  |  |  |  |
|    |                     |                     |                     |                     |                     |                     |                     |                |  |  |  |  |
| 22 | Haunted House Party | Sketch Pad          | Radio Scramble      | Revolting Slob      | Riddlesnake         | Eddie Bull          | Word Shake          |                |  |  |  |  |
|    |                     |                     |                     |                     |                     |                     |                     |                |  |  |  |  |
| 23 | Mug Shots           | Word Shake          | Haunted House Party | Lens McCracken      | Poop or Scoop       | Captain Bones       | Riddlesnake         |                |  |  |  |  |
|    |                     |                     |                     |                     |                     |                     |                     |                |  |  |  |  |
| 24 | Radio Scramble      | Sketch Pad          | Eddie Bull          | Word Shake          | Captain Bones       | Dirty Pictures      | Lens McCracken      |                |  |  |  |  |
|    |                     |                     |                     |                     |                     |                     |                     |                |  |  |  |  |
| 25 | Haunted House Party | Think Tank          | Ear We Are          | Mug Shots           | Poop or Scoop       | Word Shake          | Riddlesnake         |                |  |  |  |  |
|    |                     |                     |                     |                     |                     |                     |                     |                |  |  |  |  |
| 26 | Revolting Slob      | Haunted House Party | Eddie Bull          | Captain Bones       | Radio Scramble      | Ten Seconds         | Lens McCracken      | -              |  |  |  |  |
| 27 | Distraction News    | Captain Bones       | Sketch Pad          | Haunted House Party | Poop or Scoop       | Ten Seconds         | Mug Shots           | Riddlesnake    |  |  |  |  |
|    |                     |                     |                     |                     |                     |                     |                     |                |  |  |  |  |
| 28 | Captain Bones       | Revolting Slob      | Mug Shots           | Distraction News    | Haunted House Party | Poop or Scoop       | Lens McCracken      | Riddlesnake    |  |  |  |  |
|    |                     |                     |                     |                     |                     |                     |                     |                |  |  |  |  |
| 29 | Haunted House Party | Revolting Slob      | Think Tank          | Poop or Scoop       | Captain Bones       | Ten Seconds         | Mug Shots           | Riddlesnake    |  |  |  |  |
|    |                     |                     |                     |                     |                     |                     |                     |                |  |  |  |  |
| 30 | Revolting Slob      | Psycho Math         | Distraction News    | Haunted House Party | Radio Scramble      | Ten Seconds         | Poop or Scoop       | Riddlesnake    |  |  |  |  |
|    |                     |                     |                     |                     |                     |                     |                     |                |  |  |  |  |
| 31 | Radio Scramble      | Revolting Slob      | Poop or Scoop       | Dirty Pictures      | Mug Shots           | Psycho Math         | Sketch Pad          | Ten Seconds    |  |  |  |  |
|    |                     |                     |                     |                     |                     |                     |                     |                |  |  |  |  |
| 32 | Captain Bones       | Revolting Slob      | Poop or Scoop       | Haunted House Party | Distraction News    | Ten Seconds         | Think Tank          | Riddlesnake    |  |  |  |  |
|    |                     |                     |                     |                     |                     |                     |                     |                |  |  |  |  |
| 33 | Revolting Slob      | Sketch Pad          | Distraction News    | Dirty Pictures      | Poop or Scoop       | Psycho Math         | Think Tank          | Riddlesnake    |  |  |  |  |
|    |                     |                     |                     |                     |                     |                     |                     |                |  |  |  |  |
| 34 | Mug Shots           | Distraction News    | Captain Bones       | Dirty Pictures      | Sketch Pad          | Eddie Bull          | Lens McCracken      | Riddlesnake    |  |  |  |  |
|    |                     |                     |                     |                     |                     |                     |                     |                |  |  |  |  |
| 35 | Radio Scramble      | Distraction News    | Sketch Pad          | Haunted House Party | Captain Bones       | Revolting Slob      | Eddie Bull          | Riddlesnake    |  |  |  |  |
|    |                     |                     |                     |                     |                     |                     |                     |                |  |  |  |  |
| 36 | Revolting Slob      | Mug Shots           | Sketch Pad          | Psycho Math         | Haunted House Party | Radio Scramble      | Poop or Scoop       | Ten Seconds    |  |  |  |  |
|    |                     |                     |                     |                     |                     |                     |                     |                |  |  |  |  |
| 37 | Think Tank          | Mug Shots           | Captain Bones       | Sketch Pad          | Haunted House Party | Eddie Bull          | Lens McCracken      | Ten Seconds    |  |  |  |  |
|    |                     |                     |                     |                     |                     |                     |                     |                |  |  |  |  |
| 38 | Mug Shots           | Sketch Pad          | Distraction News    | Dirty Pictures      | Psycho Math         | Think Tank          | Eddie Bull          | Lens McCracken |  |  |  |  |
|    |                     |                     |                     |                     |                     |                     |                     |                |  |  |  |  |
| 39 | Revolting Slob      | Distraction News    | Psycho Math         | Dirty Pictures      | Poop or Scoop       | Radio Scramble      | Ten Seconds         | Riddlesnake    |  |  |  |  |
|    |                     |                     |                     |                     |                     |                     |                     |                |  |  |  |  |
| 40 | Revolting Slob      | Distraction News    | Psycho Math         | Ten Seconds         | Sketch Pad          | Poop or Scoop       | Haunted House Party | Riddlesnake    |  |  |  |  |
|    |                     |                     |                     |                     |                     |                     |                     |                |  |  |  |  |
| 41 | Distraction News    | Psycho Math         | Mug Shots           | Think Tank          | Captain Bones       | Dirty Pictures      | Radio Scramble      |                |  |  |  |  |
|    |                     |                     |                     |                     |                     |                     |                     |                |  |  |  |  |
| 42 | Mug Shots           | Revolting Slob      | Sketch Pad          | Psycho Math         | Haunted House Party | Radio Scramble      | Ten Seconds         |                |  |  |  |  |
|    |                     |                     |                     |                     |                     |                     |                     |                |  |  |  |  |
| 43 | Revolting Slob      | Captain Bones       | Sketch Pad          | Poop or Scoop       | Haunted House Party | Radio Scramble      | Ten Seconds         |                |  |  |  |  |
|    |                     |                     |                     |                     |                     |                     |                     |                |  |  |  |  |
| 44 | Distraction News    | Revolting Slob      | Psycho Math         | Eddie Bull          | Think Tank          | Dirty Pictures      | Mug Shots           | Ten Seconds    |  |  |  |  |
|    |                     |                     |                     |                     |                     |                     |                     |                |  |  |  |  |
| 45 | Distraction News    | Captain Bones       | Revolting Slob      | Poop or Scoop       | Sketch Pad          | Haunted House Party | Ten Seconds         |                |  |  |  |  |
|    |                     |                     |                     |                     |                     |                     |                     |                |  |  |  |  |
| 46 | Haunted House Party | Mug Shots           | Eddie Bull          | Think Tank          | Psycho Math         | Radio Scramble      | Riddlesnake         |                |  |  |  |  |
|    |                     |                     |                     |                     |                     |                     |                     |                |  |  |  |  |
| 47 | Haunted House Party | Captain Bones       | Mug Shots           | Distraction News    | Eddie Bull          | Psycho Math         | Ten Seconds         |                |  |  |  |  |
|    |                     |                     |                     |                     |                     |                     |                     |                |  |  |  |  |
| 48 | Revolting Slob      | Poop or Scoop       | Distraction News    | Captain Bones       | Dirty Pictures      | Radio Scramble      | Riddlesnake         |                |  |  |  |  |
|    |                     |                     |                     |                     |                     |                     |                     |                |  |  |  |  |
| 49 | Mug Shots           | Sketch Pad          | Radio Scramble      | Dirty Pictures      | Psycho Math         | Poop or Scoop       | Riddlesnake         |                |  |  |  |  |
|    |                     |                     |                     |                     |                     |                     |                     |                |  |  |  |  |
| 50 | Mug Shots           | Revolting Slob      | Captain Bones       | Distraction News    | Eddie Bull          | Think Tank          | Dirty Pictures      | Riddlesnake    |  |  |  |  |
|    |                     |                     |                     |                     |                     |                     |                     |                |  |  |  |  |
| 51 | Mug Shots           | Psycho Math         | Sketch Pad          | Radio Scramble      | Haunted House Party | Eddie Bull          | Ten Seconds         |                |  |  |  |  |
|    |                     |                     |                     |                     |                     |                     |                     |                |  |  |  |  |
| 52 | Revolting Slob      | Haunted House Party | Poop or Scoop       | Distraction News    | Captain Bones       | Sketch Pad          | Think Tank          |                |  |  |  |  |
|    |                     |                     |                     |                     |                     |                     |                     |                |  |  |  |  |

## Gyártás, forgatás
A Crashbox-ot a Planet Grande Pictures készítette, és a Cuppa Coffee Animation animálta.

## Közvetítés
Amerikában 1999. február 1.-től 2000. április 1.-ig ment. Magyar bemutató ismeretlen. Az USA-ban és itthon is a HBO Family vetítette.